# Langeoog
Langeoog (pronunciación en alemán: /ˈlaŋəˌʔoːk/ⓘ) es una isla frisona alemana situada entre Baltrum y Spiekeroog (de las que les separan, respectivamente la Accumer Ee y la Otzumer Balje). Forma parte de Baja Sajonia.
De forma alargada (paralela a la costa de Harlinger) tiene unos catorce kilómetros de largo y un área de 19,6 km².
En 2004 contaba con una población de 2150 habitantes. Administrativamente pertenece al distrito de Wittmund, en el estado de Baja Sajonia.
Langeoog está conectada por transbordador con Bensersiel, en tierra firme de Frisia oriental. Además, Langeoog dispone de un aeródromo. El puerto de la isla se conecta con el pueblo (homónimo: Langeoog) a través de una pequeña línea de ferrocarril. La isla está cerrada al tránsito de automóviles.

## Clima
Langeoog está situado en la zona de influencia del clima marítimo influenciado por la Corriente del Golfo y la zona de vientos del oeste con una humedad correspondientemente alta durante todo el año. 
En comparación con el continente, hay un clima con inviernos mucho más suaves y veranos más frescos sin días extremadamente fríos o calurosos.